# Сен-Жюльен-сюр-Гарон
Сен-Жюлье́н-сюр-Гаро́н (фр. Saint-Julien-sur-Garonne, окс. Sent Julian de Garona; до 2005 года — Сен-Жюльен) — коммуна во Франции, находится в регионе Юг — Пиренеи. Департамент — Верхняя Гаронна. Входит в состав кантона Рьё-Вольвестр. Округ коммуны — Мюре.
Код INSEE коммуны — 31492.

## География

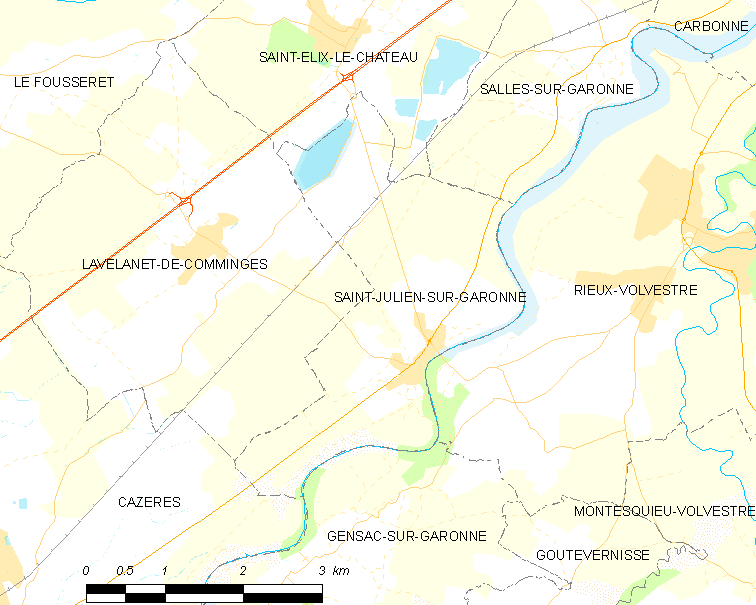
Карта коммуны

Коммуна расположена приблизительно в 630 км к югу от Парижа, в 50 км к юго-западу от Тулузы.
По территории коммуны протекает река Гаронна.

## Климат
Климат умеренно-океанический. Зима мягкая и снежная, весна характеризуется сильными дождями и грозами, лето сухое и жаркое, осень солнечная. Преобладают сильные юго-восточные и северо-западные ветры.

## Население
Население коммуны на 2010 год составляло 516 человек.
| 1962 | 1968 | 1975 | 1982 | 1990 | 1999 | 2010 |
| ---- | ---- | ---- | ---- | ---- | ---- | ---- |
| 303  | 341  | 285  | 282  | 291  | 341  | 516  |

## Администрация
| Период | Период | Фамилия       | Партия                  | Примечания |
| ------ | ------ | ------------- | ----------------------- | ---------- |
| 2001   | 2010   | Даниэль Икар  | Социалистическая партия |            |
| 2010   | 2020   | Патрик Лефевр | беспартийный            |            |

## Экономика
В 2010 году среди 324 человек трудоспособного возраста (15—64 лет) 253 были экономически активными, 71 — неактивными (показатель активности — 78,1 %, в 1999 году было 69,3 %). Из 253 активных жителей работали 222 человека (114 мужчин и 108 женщин), безработных было 31 (13 мужчин и 18 женщин). Среди 71 неактивных 13 человек были учениками или студентами, 35 — пенсионерами, 23 были неактивными по другим причинам.

## Фотогалерея

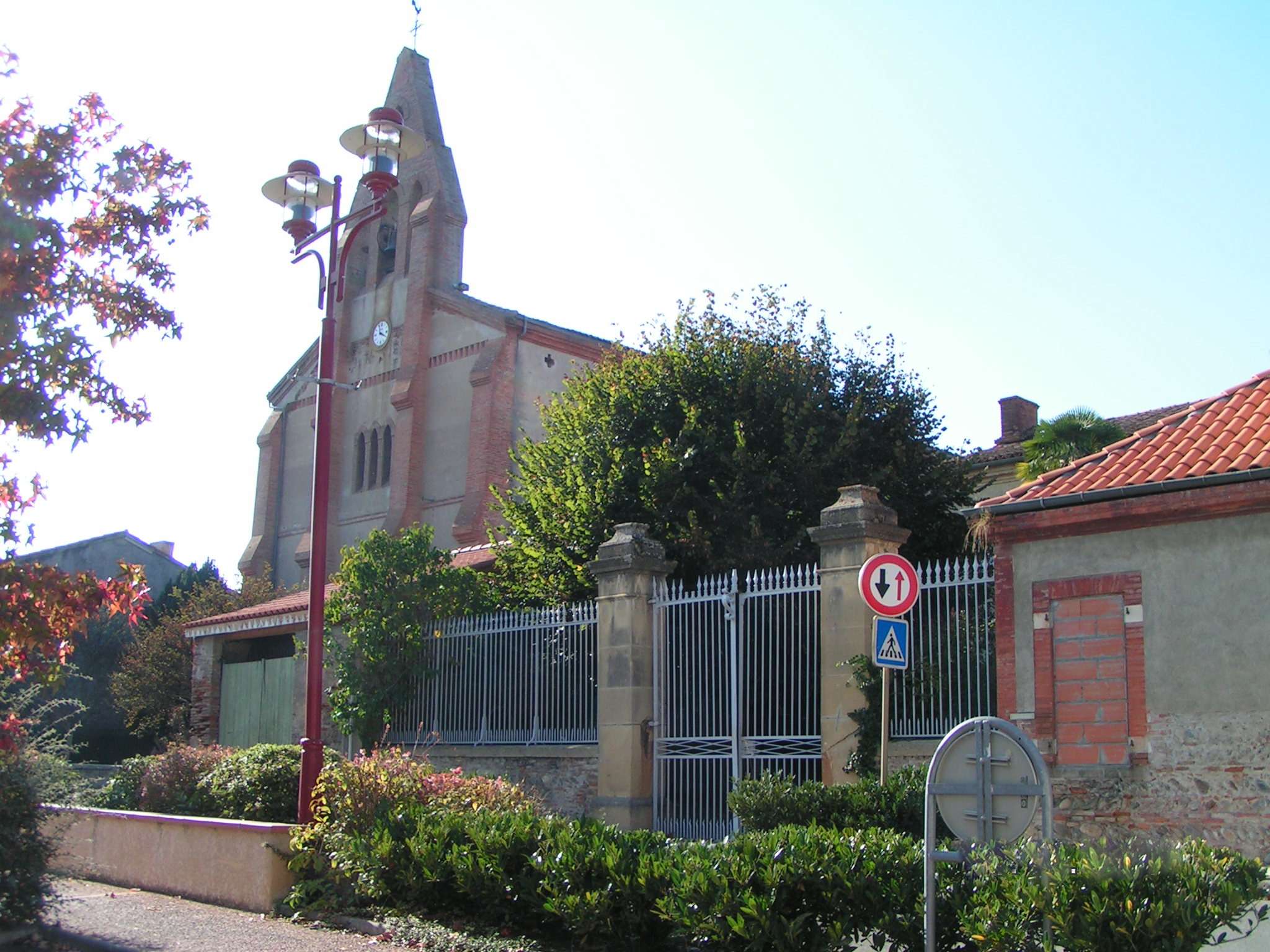
Церковь
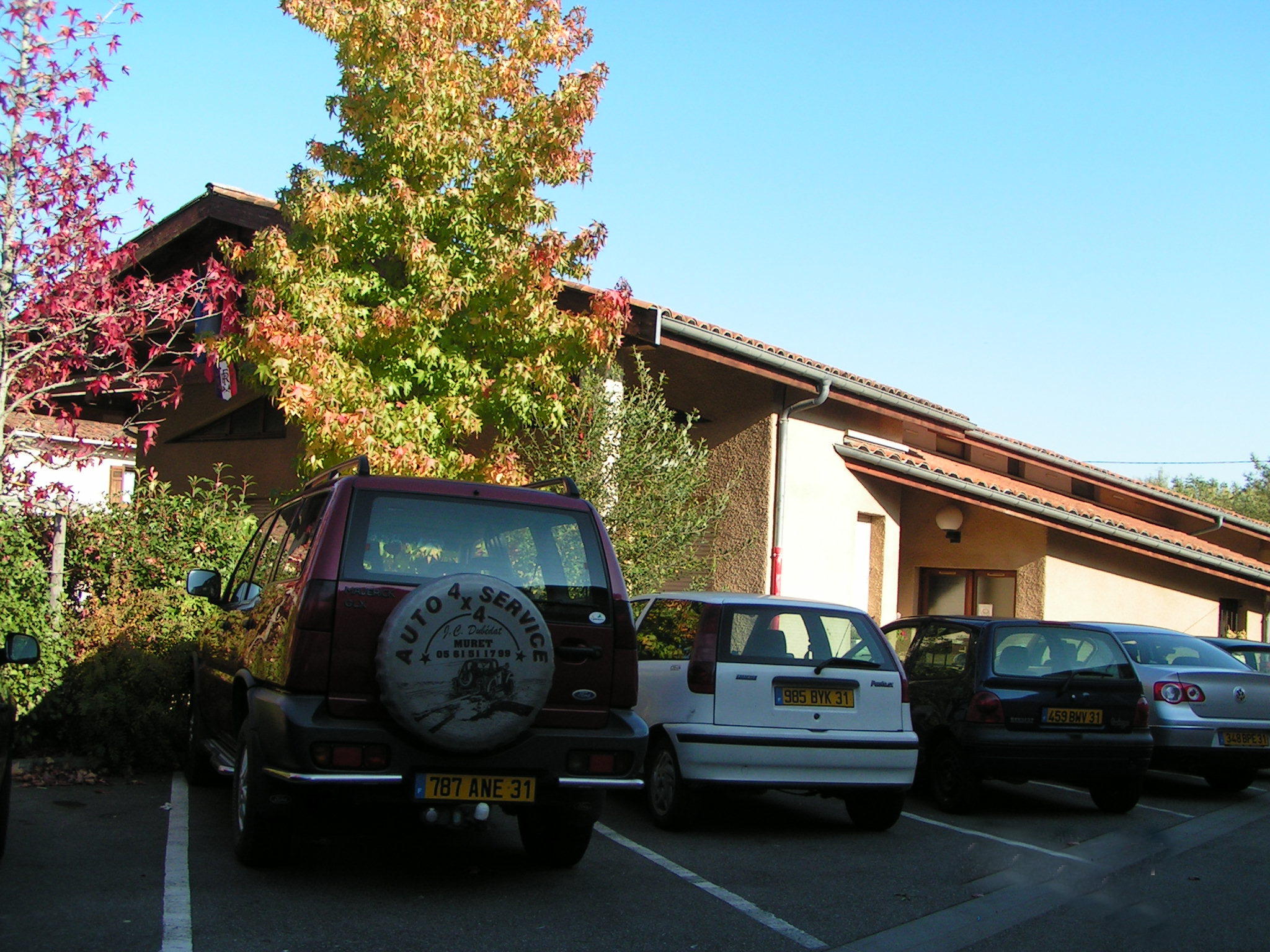
Мэрия
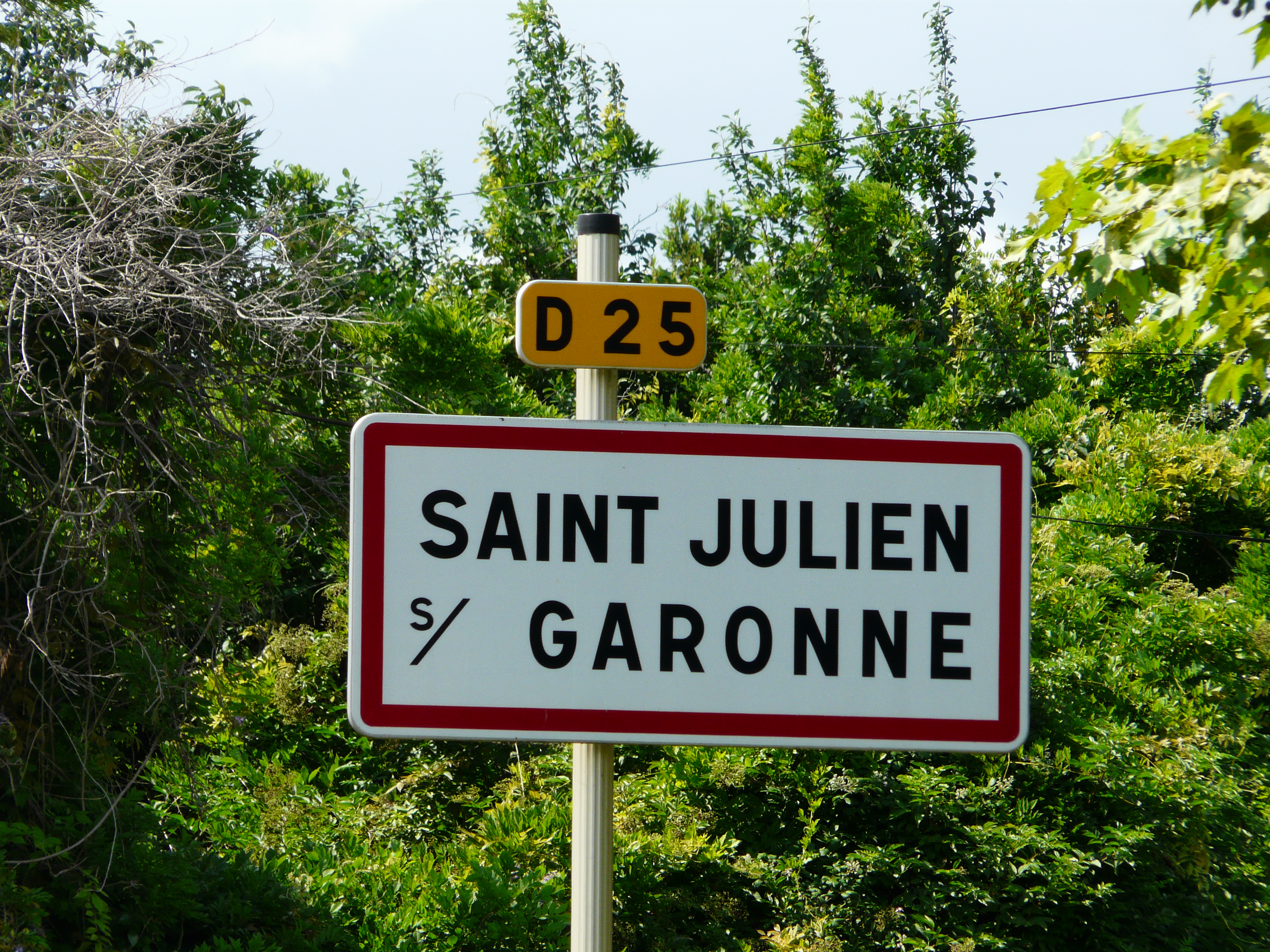
Знак на въезде в Сен-Жюльен-сюр-Гарон
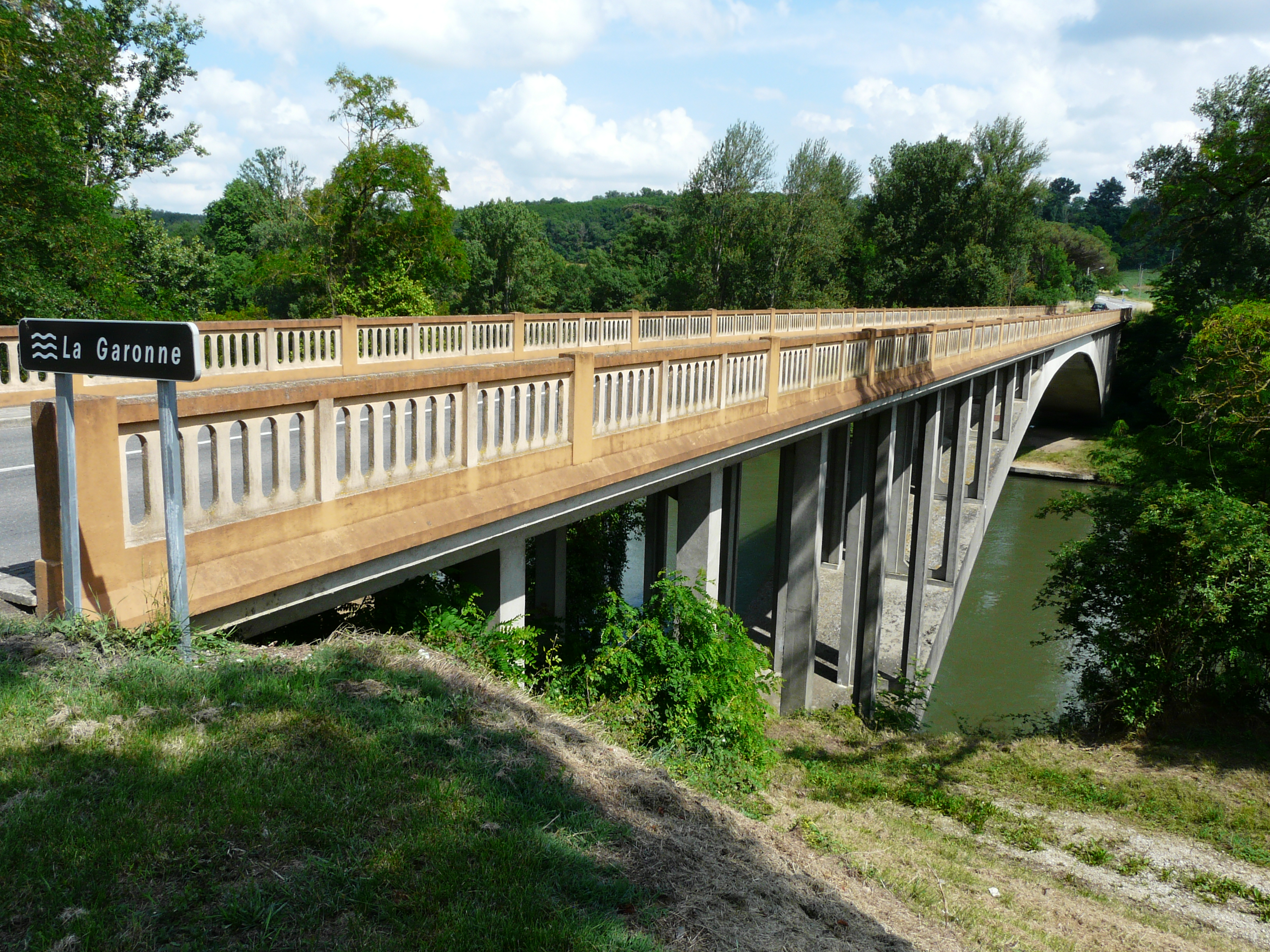
Мост через реку Гаронна
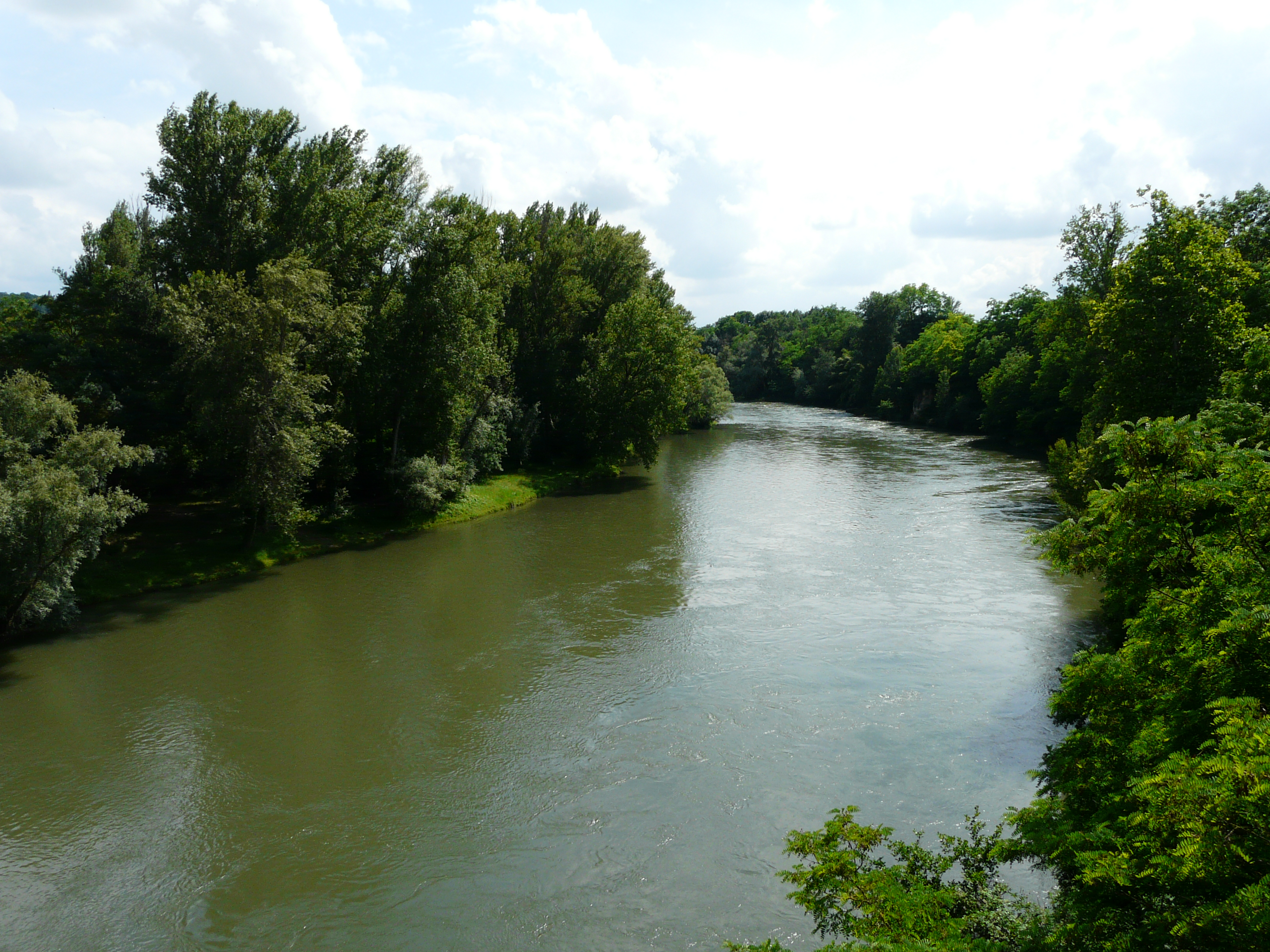
Река Гаронна